# Батюшин Юрій Валентинович
Юрій Валентинович Батюшин (нар. 7 грудня 1992, Алчевськ, Луганська область, Україна) — український футболіст, центральний півзахисник клубу четвертого дивізіону чемпіонату Польщі «Сокул» (Сенява).

## Життєпис
Юрій Батюшин народився 7 грудня 1992 року в Алчевську. Вихованець місцевої «Сталі», кольори якої захищав протягом 1999—2009 років. Перші тренери — Микола Семенович Коцюбинський та В'ячеслав Максимович Францев. У ДЮФЛУ в футболці сталеварів зіграв 78 матчів, відзначився 9-ма голами. З 2008 по 2011 роки виступав за «Сталь-2» у чемпіонаті Луганської області. У футболці першої команди клубу дебютував 24 липня 2011 року в матчі «Сталь» — ФК «Одеса» (2:1), вийшовши на поле на 90-ій хвилині замість Антона Поступаленка. Дебютним голом у футболці сталеварів відзначився 29 жовтня 2011 року у матчі «Сталь» — ФК «Львів» (2:0). У сезоні 2014/15 років отримав важку травму Протягом свого перебування в алчевській команді в першій лізі чемпіонату України зіграв 84 матчі та відзначився 13-ма голами, ще 4 матчі зіграв у кубку України.
Наприкінці квітня 2015 року перейшов до складу МФК «Миколаїв». У футболці корабелів дебютував 25 квітня 2015 року в нічийному (3:3) домашньому поєдинку 23-го туру Першої ліги чемпіонату України проти «Сум». Юрій вийшов на поле в стартовому складі, а на 29-ій хвилині його замінив Андрій Бурдіян. 26 квітня 2017 роки грав у півфіналі Кубку України проти київського «Динамо». Дебютним голом у футболці миколаївського клубу відзначився 23 травня 2015 року на 90-ій хвилині програного (2:4) домашнього поєдинку 28-го туру Першої ліги чемпіонату України проти ФК «Полтави». Батюшин вийшов на поле на 75-ій хвилині, замінивши Валерія Рогозинського. 10 листопада 2015 року потрапив до символічної збірної 16-го туру Першої ліги чемпіонату України за версією інтернет-видання UA-Футбол на позиції центральний півзахисник. У червні 2016 року до гравця проявляли інтерес «Іллічівець» та «Геліос», але зрештою залишився в «Миколаєві».
За підсумками першої половини сезону 2020/21 був визнаний найкращим центральним півзахисником Першої ліги за версією інтернет-видання SportArena.
25 грудня 2020 року став гравцем «Металіста 1925». У другій половині сезону 2020/21 провів за харків'ян 15 матчів (6 голів, 3 гольові передачі), суттєво допомігши команді здобути бронзові медалі Першої ліги та вийти до Прем'єр-ліги. Дебютував в УПЛ 25 липня 2021 року в грі «Металіст 1925» — «Рух» (2:1), на 8-й хвилині відкривши рахунок у матчі та ставши таким чином автором дебютного голу харківського клубу в елітному дивізіоні. Всього в сезоні 2021/22, недограному через повномасштабне російське вторгнення в Україну, зіграв 15 матчів (3 голи, 2 гольові передачі) у Прем'єр-лізі. 1 липня 2022 року, після завершення контракту, покинув «Металіст 1925».

## Досягнення
- Перша ліга чемпіонату України:

 Віцечемпіон: 2012/13
 Бронзовий призер: 2013/14, 2020/21
- Кубок України:

 Півфіналіст: 2016/17
- Чемпіонат Грузії:

 Бронзовий призер: 2022